# Guida Michelin

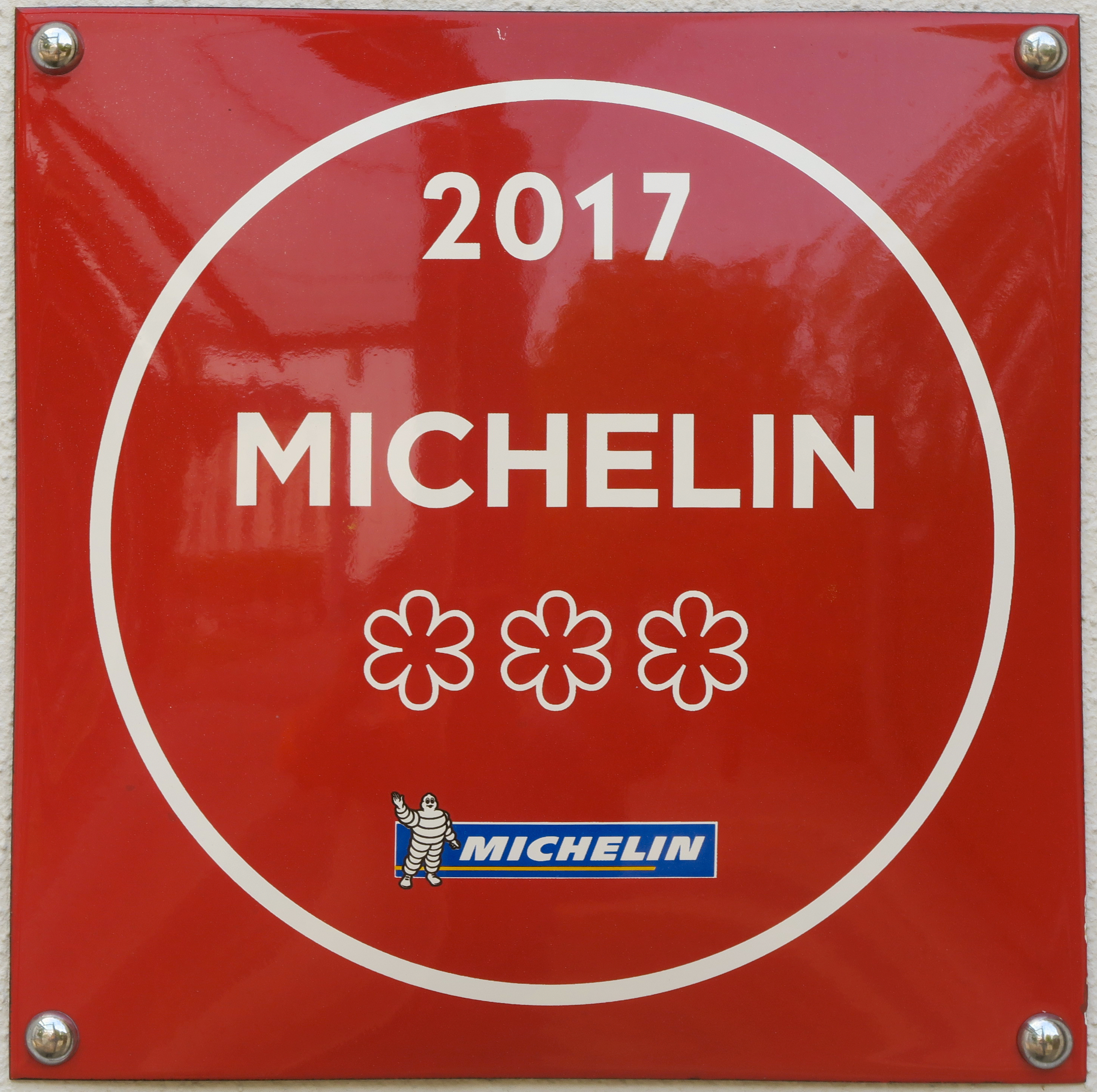
Targa della Guida Michelin in Germania (3 stelle)

La guida Michelin (Guide Michelin in francese), soprannominata anche guida rossa per via del colore della sua copertina, è una pubblicazione annuale dedicata al turismo e alla gastronomia, edita dall'azienda francese Michelin.

## Storia
La guida Michelin venne pubblicata per la prima volta nel 1900 quando l'automobile iniziava a diffondersi. La guida conteneva mappe, procedure per cambiare una ruota, una lista di stazioni di servizio e una lista di ristoranti e alberghi per il pernottamento. Per due decenni queste informazioni vennero fornite gratuitamente, fino al 1920, anno in cui iniziò ad essere venduta al prezzo di 7 franchi, decisione presa da André Michelin che arrivando in un negozio di gomme, trovò la sua guida utilizzata come supporto per un banco da lavoro. Di conseguenza, la guida abbandonò le inserzioni a pagamento all'interno delle proprie pagine; poco dopo, i fratelli Michelin decisero di impiegare ispettori in incognito per visitare e recensire i ristoranti e gli alberghi.
Nel 1926 la guida iniziò ad assegnare le stelle agli indirizzi di alta cucina, evidenziandoli inizialmente con una sola stella. Dopo cinque anni, venne introdotta la scala attuale, da una a tre stelle. Nel 1936 venne pubblicato il criterio della loro assegnazione.

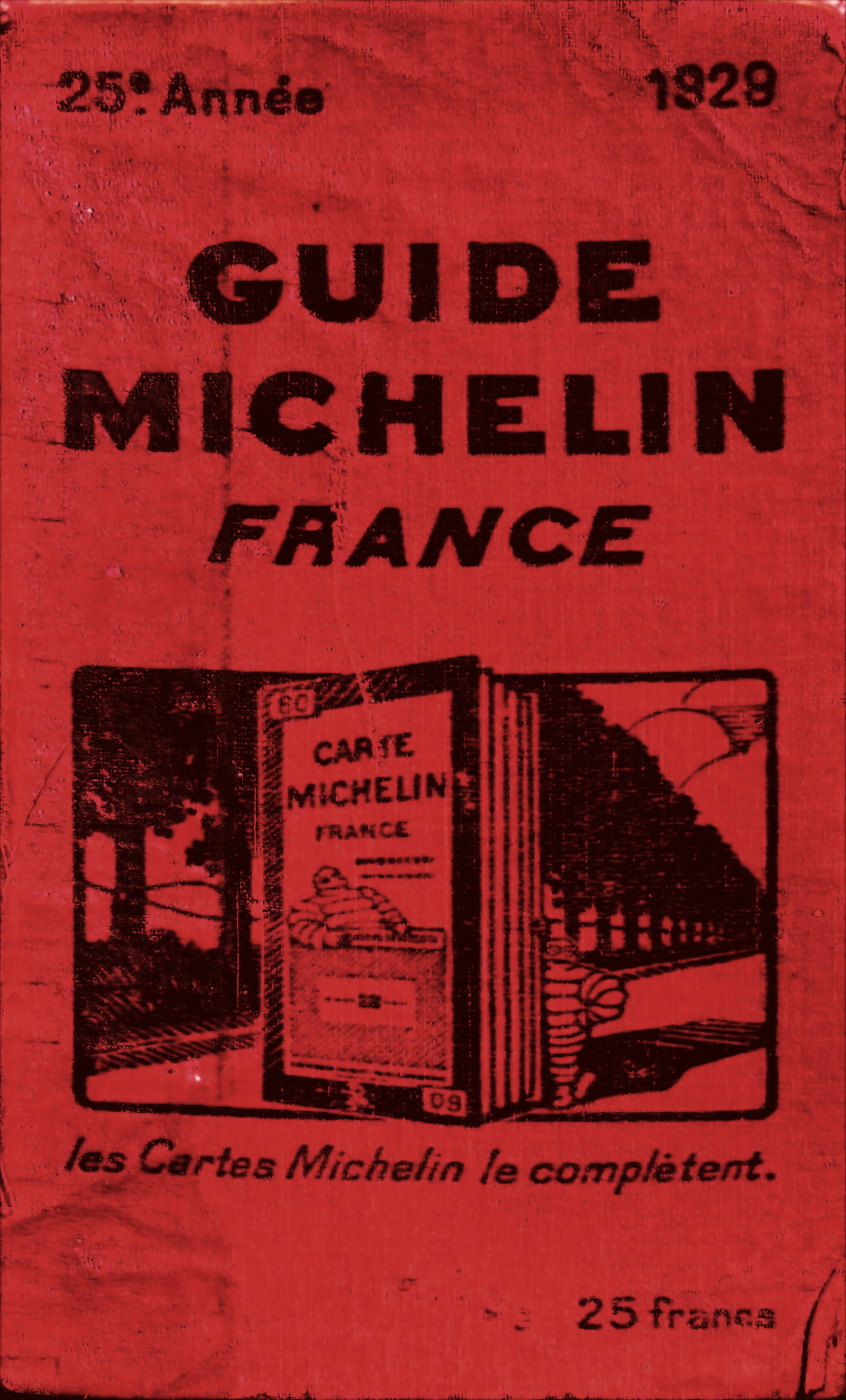
Un'edizione francese del 1929

### Diffusione
Nel corso degli anni la diffusione della guida si è estesa in diversi paesi, arrivando a diventare uno dei più importanti riferimenti nel mondo culinario. Ogni anno, nei vari paesi in cui Michelin opera, vengono tenute delle cerimonie in cui sono annunciati i ristoranti e gli alberghi che compariranno nella guida dell'anno successivo.

### Guida verde
La guida verde è un'edizione della guida Michelin incentrata sul turismo, pubblicata annualmente assieme alla guida rossa. È stata pubblicata per la prima volta nel 1926 e le attrazioni sono valutate con gli stessi criteri e metodologie della guida rossa.

## Le stelle

Una stella Michelin

Ogni ristorante o albergo viene classificato da Michelin tramite un sistema di stelle, da una a tre. Il loro aspetto è quello di un fiore bianco a sei petali, bordato di rosso. Il significato ufficiale di ciascuna stella è il seguente:
- 1 stella: vale una sosta
- 2 stelle: merita una deviazione
- 3 stelle: vale il viaggio

## Classifica dei paesi stellati
| Paese/regione       | 3 stelle | 2 stelle | 1 stella | Totale | Anno |
| ------------------- | -------- | -------- | -------- | ------ | ---- |
| Francia             | 30       | 74       | 510      | 614    | 2025 |
| Italia              | 14       | 38       | 335      | 387    | 2025 |
| Giappone            | 20       | 56       | 298      | 374    | 2025 |
| Germania            | 10       | 47       | 266      | 323    | 2025 |
| Spagna              | 16       | 32       | 240      | 288    | 2025 |
| Stati Uniti         | 14       | 32       | 214      | 260    | 2025 |
| Regno Unito         | 10       | 23       | 164      | 197    | 2025 |
| Hong Kong           | 7        | 11       | 58       | 76     | 2025 |
| Svizzera            | 4        | 25       | 102      | 131    | 2025 |
| Cina                | 4        | 18       | 109      | 131    | 2025 |
| Belgio              | 2        | 21       | 111      | 134    | 2025 |
| Singapore           | 3        | 6        | 38       | 47     | 2025 |
| Paesi Bassi         | 1        | 19       | 101      | 121    | 2025 |
| Austria             | 2        | 18       | 62       | 82     | 2025 |
| Taiwan              | 3        | 4        | 41       | 48     | 2025 |
| Danimarca           | 3        | 7        | 21       | 31     | 2025 |
| Macao               | 2        | 6        | 11       | 19     | 2025 |
| Corea del Sud       | 1        | 9        | 30       | 40     | 2025 |
| Norvegia            | 2        | 1        | 17       | 20     | 2025 |
| Svezia              | 1        | 4        | 17       | 22     | 2025 |
| Monaco              | 1        | 2        | 4        | 7      | 2025 |
| Portogallo          | 0        | 8        | 38       | 48     | 2025 |
| Thailandia          | 1        | 7        | 28       | 36     | 2025 |
| Emirati Arabi Uniti | 0        | 5        | 26       | 31     | 2025 |
| Brasile             | 0        | 6        | 15       | 21     | 2025 |
| Irlanda             | 0        | 5        | 16       | 21     | 2025 |
| Slovenia            | 1        | 1        | 8        | 10     | 2025 |
| Messico             | 0        | 2        | 16       | 18     | 2025 |
| Canada              | 0        | 1        | 25       | 26     | 2025 |
| Grecia              | 0        | 1        | 11       | 12     | 2025 |
| Ungheria            | 0        | 2        | 8        | 10     | 2025 |
| Turchia             | 0        | 1        | 13       | 14     | 2025 |
| Croazia             | 0        | 1        | 10       | 11     | 2025 |
| Finlandia           | 0        | 1        | 8        | 9      | 2025 |
| Lussemburgo         | 0        | 2        | 8        | 10     | 2025 |
| Argentina           | 0        | 1        | 6        | 7      | 2025 |
| Malta               | 0        | 1        | 6        | 7      | 2025 |
| Malaysia            | 0        | 1        | 6        | 7      | 2025 |
| Polonia             | 0        | 1        | 5        | 6      | 2025 |
| Vietnam             | 0        | 0        | 7        | 7      | 2025 |
| Estonia             | 0        | 1        | 1        | 2      | 2025 |
| Lituania            | 0        | 0        | 4        | 5      | 2025 |
| Islanda             | 0        | 0        | 3        | 3      | 2025 |
| Lettonia            | 0        | 0        | 2        | 2      | 2025 |
| Qatar               | 0        | 0        | 2        | 2      | 2025 |
| Rep. Ceca           | 0        | 0        | 2        | 2      | 2025 |
| Serbia              | 0        | 0        | 2        | 2      | 2025 |
| Liechtenstein       | 0        | 0        | 1        | 1      | 2025 |

### Ristoranti stellati per continente
Aggiornato al 2025
| Continente       | Totale |
| ---------------- | ------ |
| Europa           | 2 516  |
| Asia             | 832    |
| America del Nord | 304    |
| America del Sud  | 28     |
| Africa           | 0      |
| Oceania          | 0      |

## Bib Gourmand
Il Bib Gourmand, nome che si rifà a Bibendum, mascotte ufficiale di Michelin, è un riconoscimento per locali informali in grado di proporre una buona esperienza gastronomica con un menù completo a meno di €35. Inizialmente a questi ristoranti veniva assegnata una R rossa, ma dal 1997 si adotta una stilizzazione del volto di Bibendum.

### Ristoranti per paese
Aggiornato al 2025
| Paese               | Totale |
| ------------------- | ------ |
| Stati Uniti         | 382    |
| Francia             | 373    |
| Italia              | 249    |
| Giappone            | 245    |
| Spagna              | 213    |
| Germania            | 195    |
| Cina                | 183    |
| Thailandia          | 156    |
| Regno Unito         | 131    |
| Taiwan              | 126    |
| Belgio              | 124    |
| Svizzera            | 113    |
| Paesi Bassi         | 82     |
| Singapore           | 81     |
| Corea del Sud       | 77     |
| Hong Kong           | 65     |
| Vietnam             | 58     |
| Malaysia            | 56     |
| Austria             | 43     |
| Messico             | 42     |
| Canada              | 38     |
| Brasile             | 36     |
| Emirati Arabi Uniti | 34     |
| Portogallo          | 28     |
| Turchia             | 27     |
| Irlanda             | 18     |
| Danimarca           | 18     |
| Polonia             | 16     |
| Croazia             | 11     |
| Ungheria            | 11     |
| Svezia              | 11     |
| Macao               | 11     |
| Slovenia            | 10     |
| Argentina           | 7      |
| Estonia             | 6      |
| Grecia              | 6      |
| Malta               | 5      |
| Rep. Ceca           | 4      |
| Lussemburgo         | 4      |
| Lituania            | 4      |
| Norvegia            | 4      |
| Finlandia           | 4      |
| Qatar               | 4      |
| Lettonia            | 3      |
| Serbia              | 2      |

## Stelle Verdi
Alle tradizionali stelle rosse, dal 2020 viene affiancata la cosiddetta stella verde, assegnata ai ristoranti e alberghi che fanno uso di pratiche eco-sostenibili. È simile nell’aspetto alla stella tradizionale, ma presenta un gambo nella sua parte inferiore.

### Ristoranti per paese
Aggiornato al 2025
| Paese               | Totale |
| ------------------- | ------ |
| Francia             | 90     |
| Germania            | 76     |
| Italia              | 68     |
| Spagna              | 57     |
| Regno Unito         | 34     |
| Stati Uniti         | 34     |
| Austria             | 33     |
| Svizzera            | 32     |
| Giappone            | 29     |
| Paesi Bassi         | 22     |
| Danimarca           | 17     |
| Belgio              | 11     |
| Turchia             | 10     |
| Slovenia            | 8      |
| Argentina           | 7      |
| Svezia              | 7      |
| Emirati Arabi Uniti | 6      |
| Messico             | 6      |
| Portogallo          | 6      |
| Taiwan              | 6      |
| Norvegia            | 5      |
| Finlandia           | 5      |
| Ungheria            | 5      |
| Cina                | 4      |
| Hong Kong           | 4      |
| Thailandia          | 4      |
| Brasile             | 3      |
| Corea del Sud       | 3      |
| Croazia             | 3      |
| Estonia             | 3      |
| Grecia              | 3      |
| Canada              | 2      |
| Singapore           | 2      |
| Irlanda             | 1      |
| Islanda             | 1      |
| Lituania            | 1      |
| Lettonia            | 1      |
| Macao               | 1      |
| Malaysia            | 1      |
| Polonia             | 1      |
| Vietnam             | 1      |
| Lussemburgo         | 1      |